# Jean-Grégoire Pénavaire
Jean-Grégoire Pénavaire   (L'Esparra de Medoc, 15 de setembre de 1840 - París, 13 de setembre de 1906) fou un violinista i compositor francès.
Estudià al Conservatori de París amb els professors Camillo Sivori, Morel, Willem, Elwart i Fétis. Formà part per espai de molts anys de l'orquestra de l'Òpera Italiana, de París, i dirigí la del teatre de Nantes.
Entre les seves obres cal citar:
- Torquato Tasso, poema simfònic;
- Miguel de Cevantes, poema simfònic;
- La vision des Croisés, poema simfònic;
- Chanson du mai, òpera còmica (1872);
- Ninette et Ninon òpera còmica (1872);
- Le contraste, òpera còmica (1889);
- Monseigneur Scapin, òpera còmica (1891);
- el ball espectacle Les folies d'espagne, així com nombroses melodies vocals i composicions instrumentals.